# 丁謐
丁謐（？—249年），字彥靖，沛國人。東漢末典軍校尉丁斐之子，三國時曹魏官員，大將軍曹爽的黨羽。

## 生平
丁謐年輕時不肯出外遊歷，但自己博覽群書，為人沉毅而頗有才略。太和年間（227年-233年），魏明帝因聽聞丁謐有其父丁斐的作風，任命為度支郎中。當時任武衛將軍的曹爽因為與丁謐交好，多次在明帝面前稱讚丁謐，建議明帝重用。景初三年（239年），明帝逝世，曹爽成為兩位輔政大臣之一，於是提拔丁謐為散騎侍郎，轉尚書。
丁謐為了讓曹爽專權，出謀要曹爽向曹芳建議尊另一輔政大臣，太尉司馬懿為太傅，卻削去本太尉錄尚書事的權力。當時曹爽仍然會詢問司馬懿對政事的意見，但丁謐認為司馬懿既有大志又得民心，不可信任，勸曹爽日後大小事項都不要詢問司馬懿；司馬懿在這形勢中已無法掌握權力，又怕在朝會再受逼害，因而在正始八年（247年）開始稱病迴避。丁謐當時在尚書省，經常彈劾和駁斥官員和政令，尚書省因而不能正常運作。而同時能制約他的曹爽卻對他十分敬重，丁謐所言都會聽從。當時有人謗說：「臺中有三狗，二狗崖柴不可當，一狗憑默作疽囊。」意思是說尚書台有三隻狗（指丁謐、何晏和鄧颺）要咬人，其中丁謐恃著曹爽而最為兇惡：「三狗皆欲嚙人，而謐尤甚也。」丁謐於時名小於何晏，但又刻意與何晏爭衡。
丁謐和曹爽在架空司馬懿後專權，愈見腐化，但司馬懿卻暗地裏伺機奪權。正始十年（249年），發生高平陵之變，司馬懿乘曹爽兄弟陪同曹芳拜謁魏明帝高平陵時，發動政變，封閉洛陽城並佔據曹爽和曹羲的軍營。曹爽最終向司馬懿投降，交出權力。其後曹爽被控以謀反之罪，丁謐等人亦都被指控與曹爽共謀，一同被捕，其後被處死，夷三族。

## 评价
- 鱼豢《魏略》：“谧为人外似疏略，而内多忌。又其意轻贵，多所忽略，虽与何晏、邓飏等同位，而皆少之，唯以势屈于爽。”“台中有三狗，二狗崖柴不可当，一狗凭默作疽囊。三狗，谓何、邓、丁也。默者，爽小字也。其意言三狗皆欲啮人，而谧尤甚也。”（《三国志·魏书九》）
- 王廣：“曹爽以骄奢失民，何平叔虚华不治，丁、毕、桓、邓虽并有宿望，皆专竞于世。”（《资治通鉴·卷七十五》）

## 藝術形象

### 影視
- 電視劇《大軍師司馬懿》（2017年）：趙寰宇